# Victor Du Hamel
Pour les articles homonymes, voir Duhamel.
Victor Auguste Du Hamel est un écrivain et homme politique français né le 17 avril 1810 à Paris et mort le 6 septembre 1870 à Paris.
Fils de Louis-Joseph Duhamel, député de la Gironde sous la Restauration, il se consacre d'abord à l'histoire et à la littérature. Membre de la Société des gens de lettres, il publie deux romans, la Duchesse d’Halluye en 1842 et le Château de Rochecourbe en 1843, puis une histoire constitutionnelle de la monarchie espagnole, en 1845. 
Préfet du Lot en 1849, puis préfet du Pas-de-Calais en 1852 et préfet de la Somme en 1854, il est député des Deux-Sèvres de 1857 à 1863 et conseiller général du canton de Moncontour.

## Œuvres
- 1834 : Sur l'état de la société au 1er janvier 1834 [lire en ligne]
- 1838 : De la Noblesse, lettre au marquis de P***
- 1840 : La Ligue d'Avila, ou l'Espagne en 1520
- 1842 : La Duchesse d'Halluye
- 1843 : Le Château de Rochecourbe
- 1845 : Histoire constitutionnelle de la monarchie espagnole, depuis l'invasion des hommes du Nord jusqu'à la mort de Ferdinand VII, 411-1833 [lire en ligne]
- 1847 : El Mentidero (2 volumes) Volume I [lire en ligne], Volume II [lire en ligne]
- 1848, 1851, 1855 : Histoire d'Espagne [lire en ligne]
- 1856 : Études et mesures pour la mise en valeur des biens communaux du département de la Somme
- 1858 : Le Bonheur chez soi, comédie en 1 acte et en vers
- 1859 : L'Italie, l'Autriche et la guerre [lire en ligne]
- 1860 : Venise, complément de la question italienne
- 1860 : L'Angleterre, la France et la guerre [lire en ligne]
- 1861 : La paix, programme de Villafranca [lire en ligne]
- 1862 : L'Unité italienne [lire en ligne]
- 1862 : Don Juan de Padilla

## Distinctions
- Officier de la Légion d’honneur

## Sources
- « Victor Du Hamel », dans Adolphe Robert et Gaston Cougny, Dictionnaire des parlementaires français, Edgar Bourloton, 1889-1891 [détail de l’édition]